# Swing, swing, swing
Swing, swing, swing je studijski album Big Banda RTV Ljubljana. Album je bil posnet v studiu 14 RTV Ljubljana in je izšel leta 1983 pri založbi ZKP RTV Ljubljana, ponovno pa je bil izdan leta 1996.

## Seznam skladb
| A stran | A stran                            | A stran                                               | A stran                                          | A stran |
| Št.     | Naslov                             | Pisec                                                 | Solisti                                          | Dolžina |
| ------- | ---------------------------------- | ----------------------------------------------------- | ------------------------------------------------ | ------- |
| 1.      | „Trumpet Blues‟                    | Jack Mathias-Jože Privšek                             | Pavel Grašič – trobenta                          | 2:40    |
| 2.      | „I'm Getting Sentimental Over You‟ | George Bassman-Jože Privšek                           | Franc Puhar – trombon                            | 3:00    |
| 3.      | „Sweet Sue - Honeysucle Rose‟      | Fats Waller-Jože Privšek                              | Petar Ugrin – trobenta                           | 1:47    |
| 4.      | „This Love of Mine‟                | Hank Sanicola/Sol Parker-Jože Privšek                 | Petar Ugrin – trobenta                           | 2:52    |
| 5.      | „On the Sunny Side of the Street‟  | Jimmy McHugh-Jože Privšek                             | Petar Ugrin – trobenta                           | 3:06    |
| 6.      | „Let's Dance‟                      | Benny Goodman-Jože Privšek                            | Andrej Arnol – klarinet                          | 2:18    |
| 7.      | „Tuxedo Junction‟                  | Erskine Hawkins/Bill Johnson/Julian Dash-Jože Privšek | Dušan Veble – tenor sax, Marko Misjak – trobenta | 3:00    |

| B stran | B stran                   | B stran                     | B stran                                                                                             | B stran |
| Št.     | Naslov                    | Pisec                       | Solisti                                                                                             | Dolžina |
| ------- | ------------------------- | --------------------------- | --------------------------------------------------------------------------------------------------- | ------- |
| 1.      | „Cherokee‟                | Ray Noble-Jože Privšek      | Petar Ugrin – trobenta, Ratko Divjak – bobni                                                        | 2:16    |
| 2.      | „Sentimental Journey‟     | Johnny Mercer-Jože Privšek  | Petar Ugrin – trobenta                                                                              | 3:20    |
| 3.      | „Begin the Beguin‟        | Cole Porter-Ati Soss        | Albert Podgornik – klarinet, Dušan Veble – tenor sax                                                | 3:27    |
| 4.      | „Skyliner‟                | Charlie Barnet-Jože Privšek | Dušan Veble – tenor sax, Silvester Stingl – klavir                                                  | 3:27    |
| 5.      | „You're Driving Me Crazy‟ | Walter Donaldson-Billy May  | | 3:05    |
| 6.      | „Woodchopers Ball‟        | Woody Herman-Joe Bishop     | Albert Podgornik – klarinet, Dušan Veble – tenor sax, Petar Ugrin – trobenta, Franc Puhar – trombon | 3:16    |

## Zasedba
- Jože Privšek – dirigent

### Saksofoni
- Andy Arnol – alt sax, klarinet
- Albert Podgornik – alt sax, klarinet
- Dušan Veble – tenor sax
- Tone Janša – tenor sax
- Zoran Komac – bariton sax, klarinet

### Trobente
- Pavel Grašič
- Petar Ugrin
- Marko Misjak
- Tomaž Grintal
- Lacko Zupančič

### Tromboni
- Franc Puhar
- Jože Gjura
- Saša Grašič
- Alojz Bezgovšek – bas trombon
- Lojzek Krajnčan

### Ritem sekcija
- Silvester Stingl – klavir
- Milan Ferlež – kitara
- Vlado Rebrek – bas
- Franc Jagodic – tolkala
- Ratko Divjak – bobni

## Produkcija
- Producenta: Jože Kampič, Janez Gregorc (A3–A5, B4, B5)
- Tonski mojster: Zoran Ažman
- Asistent: Rajko Šporar
- Ovitek: Marjan Paternoster
- Urednik: Ivo Umek
- Glavni urednik: Jure Robežnik